# Thalespora
Thalespora — рід грибів родини Halosphaeriaceae. Назва вперше опублікована 2006 року.

## Класифікація
До роду Thalespora відносять 1 вид:
- Thalespora appendiculata